# سید محمدباقر حسینی لواسانی
سید محمدباقر حسینی لواسانی (۱۳۲۲–۱۳۶۰) پزشک و از اعضای حزب جمهوری اسلامی بود. در بهمن سال ۱۳۲۲ در خانواده‌ای اصیل و روحانی متولد شد.
او در سال ۱۳۴۱ مشغول به تحصیل در رشته پزشکی شد و در سال ۱۳۵۳ تخصص خود را در جراحی گوش و حلق و بینی از دانشگاه تهران گرفت. پس از انقلاب ۱۳۵۷ او به ریاست مدرسه عالی بهداشت رسید.
حسینی لواسانی از اعضای حزب جمهوری اسلامی و از بنیانگذاران سازمان پزشکان این حزب بود. تأسیس سازمان بهزیستی توسط او و به همراهی فیاض بخش و با تصویب شورای انقلاب صورت گرفت. حسینی لواسانی همچنین معاونت بهزیستی وزارت بهداشت را در کارنامه خود دارا بود.
او در اولین دوره انتخابات مجلس شورای اسلامی از تهران به مجلس راه یافت. محمد باقر لواسانی در انفجار مرکز حزب جمهوری اسلامی در هفت تیرماه ۱۳۶۰ کشته شد.

## زندگی‌نامه
سید محمدباقر حسینی لواسانی بیست و دوم بهمن سال ۱۳۲۲ هجری شمسی، در خانواده ای اصیل و روحانی در محله قدیمی سنگلج تهران، به دنیا آمد که پدرش سید محمدرضا (سید فخرالدین) حسینی لواسانی، نام محمدباقر را برای وی انتخاب کرد و مادرش نیز نام حسین را برای او برگزید که در محافل خانوادگی و در جمع دوستان او را حسین می‌خوانند.

## تحصیلات
تحصیلات ابتدایی را در دبستان «عنصری» واقع در محله درخونگاه و دبستان «نظامی» در محدوده میدان حسن‌آباد و مقطع متوسطه را در دبیرستان دارالفنون گذراند.

### معارف اسلامی
همزمان با تحصیل علوم جدید، فراگیری علوم و معارف اسلامی را آغاز کرد و پس از یادگیری زبان و ادبیات عرب در مدرسه محمدیه تهران و همچنین وجود گرایش خانوادگی از جمله هادی مدرس تهرانی، حسن داماد و احمد کنی و جد پدری اش سید زین العابدین حسینی لواسانی مدرس حوزه‌های علمیه نجف اشرف و تهران و همچنین پدرش، خیلی زود توانست به زبان عربی تسلط پیدا کند و همین امر موجب پیشرفت و تبحر او در فقه و اصول، کلام و فلسفه اسلامی شد و طی ۱۵ سال با معارف اسلامی کاملاً آشنایی پیدا کرد.

### پزشکی
در سال ۱۳۴۱ پس از اخذ دیپلم طبیعی، وارد دانشکده پزشکی تهران شد و در همان سال دوره یک ساله تربیت معلم را برای خدمت در آموزش و پرورش پشت سر گذاشت و در سال ۱۳۴۸ موفق به دریافت مدرک دکتری پزشکی از دانشگاه علوم پزشکی تهران شد. در سال ۱۳۵۰ دوره تخصصی جراحی گوش و حلق و بینی را آغاز کرد و در سال ۱۳۵۳ در این رشته صاحب تخصص شد.

## سخنرانی
در سال ۱۳۴۸، در حالی که چند ماه به پایان تحصیلات دوره پزشکی اش مانده بود، طی یک سخنرانی چند ساعته در سالن ابن سینای دانشکده پزشکی تهران و در جمع دانشجویان و استادان دانشکده پزشکی و ادبیات و علوم انسانی، موضوع سیر تحول فلسفه از ارسطو تا ملاصدرا را به خوبی تشریح کرد و موجب حیرت حاضران شد. پس از سخنرانی وی، علی شریعتی که در جلسه حاضر بود به دعوت برای سخنرانی جواب منفی داده و گفت: «بعد از سخنرانی بسیار جامع و جالب دکتر لواسانی من مطلب مهمی برای گفتن ندارم.»

## فعالیت‌ها

### قبل از انقلاب
پس از اخذ مدرک پزشکی عمومی، مدتی در روستای آستانه اراک مشغول به درمان روستائیان شد. در سال ۱۳۵۳ پس از انحلال مدارس جامعه تعلیمات اسلامی، به بهداری آموزشگاه‌های شمیران منتقل گردید اما پس از چند ماه به علت اینکه مبلّغ مسایل اسلامی در آنجا بود، توسط مسئول بهداری از کار برکنار و از سوی دادگاه‌های آن زمان از خدمات دولتی معزول شد که این محرومیت تا پیروزی انقلاب ادامه یافت. مبارزه تحت لوای روحانیت، موجب حساسیت ساواک به فعالیت‌های او شد و تحت مراقبت و تعقیب قرار گرفت. ساواک یک بار با ورود به خانه او و تفتیش آنجا، مقالات و نوشته‌هایش را برد ولی نتوانستند او را دستگیر کنند.
در دانشکده پزشکی به همراه علی اکبر ولایتی، مرتضی لبافی‌نژاد، محمدعلی فیاض‌بخش انجمن اسلامی دانشکده پزشکی دانشگاه تهران را بنیان‌گذاری کرده‌اند.
با فراگیر شدن اعتراضات مردمی و مبارزه علنی بر ضد حکومت پهلوی و در روز جمعه سیاه در منزل محمد علی واعظی به درمان مجروحان و مصدومان پرداخت. در ۲۱ بهمن سال ۱۳۵۷ بعد از اعلام حکومت نظامی با فرمان روح‌الله خمینی مبنی برآمدن مردم به خیابانها و بی‌توجهی به وضعیت اعلام شده، او همراه سایر مردم برای تسخیر کلانتری قلهک حرکت کرد و ۲۲ بهمن تا نزدیکی صبح روز بعد، در پی اعلان درخواست بیمارستان رویال (رسالت) به پزشک جراح به همراه برادرش سید جعفر حسینی لواسانی، به مداوای زخمیان مشغول شد.

### بعد از انقلاب
پس از پیروزی انقلاب و در فروردین سال ۱۳۵۸ با پیشنهاد مسئولان وزارت آموزش و پرورش و اصرار دانشجویان، وی به ریاست مدرسه عالی بهداشت برگزیده شد.
با تأسیس حزب جمهوری اسلامی، با همکاری چند تن از دوستانش که مدت‌ها در جلسات تبلیغی و تفسیر قرآن وی حاضر می‌شدند، واحد پزشکی حزب را پایه‌گذاری کرد. در آبان ماه ۱۳۵۸ مسئولیت وزارت بهداری توسط شورای انقلاب به پزشکان حزب جمهوری واگذار شد، لذا در این زمان مسئولیت‌ها سنگین و بیشتر شد. با اصرار پزشکان حزب، او مسئولیت معاونت بهزیستی وزارت بهداری را تقبل کرد. در بدو تصدی این مسئولیت از فیاض بخش دعوت به همکاری کرد و خیلی زود دریافت بسیاری از موسسات تابعه و ادغام شده در وزارت بهداری هیچ‌گونه تناسبی با کار اصلی این وزارت خانه ندارد، بنابراین طرح سازمان سازمان بهزیستی کشور را با همکاری محمدعلی فیاض‌بخش بخش تهیه و به شورای انقلاب ارائه نمود و به تصویب رسید.

### نمایندگی مجلس
در سال ۱۳۵۸ با رای مردم تهران (آراء: ۱٬۶۳۴٬۰۰۷، نفر دهم) برگزیده شد و ریاست کمیسیون بهداری مجلس را نیز بر عهده گرفت.
در دوران فعالیت به عنوان رئیس کمیسیون بهداری مجلس، توانست با همکاری دیگر اعضای کمیسیون، طرح‌ها و پیشنهادهایی را در همین زمینه خدمات کم هزینه ارائه کند که به تصویب مجلس رسید. آخرین طرح پیشنهاد او به مجلس شورای اسلامی، نحوه استفاده از دانش‌آموختگان مقطع تحصیلی فوق دیپلم و کارشناسی بهداشت و گروه پیراپزشکی و سایر رشته‌های ذیربط بود که بر اساس این طرح، فارغ التحصیلان پیش گفته پس از طی یک دوره آموزشی کوتاه مجدد به روستاهای فاقد پزشک اعزام می‌شدند.

## درگذشت
در هفتم تیر سال ۱۳۶۰ هنگام سخنرانی سید محمد بهشتی در حادثه تروریستی بمب‌گذاری در دفتر حزب جمهوری اسلامی به دست مجاهدین خلق، در حالی که ۳۸ سال سن داشت، جان باخت.

## خانواده
از او یک فرزند به نام محمدعلی (۱۳۶۰) به یادگار مانده‌است.